# Antônio Dias de Oliveira
Antônio Dias de Oliveira fue un bandeirante natural de Taubaté que se destacó por la exploración del interior de Minas Gerais, especialmente de los valles de los ríos Doce y Piracicaba, a la búsqueda de riquezas minerales.
 
No debe ser confundido con el también bandeirante Antônio Dias Adorno, originario de Bahía.